# NUTS:HR

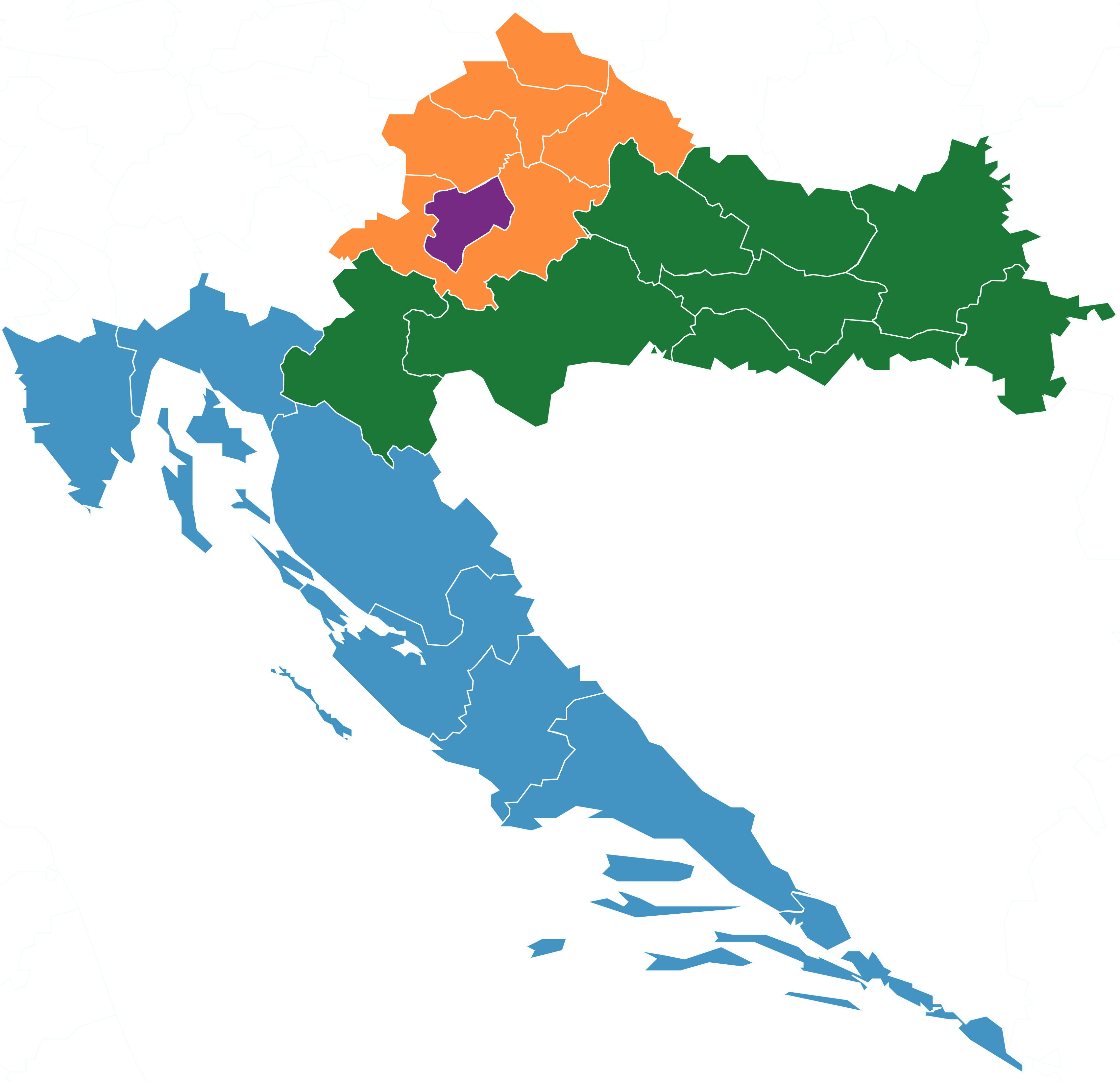
NUTS-2-Regionen Kroatiens seit 2020 mit den Grenzen der Gespanschaften

Als NUTS:HR oder NUTS-Regionen in Kroatien bezeichnet man die territoriale Gliederung Kroatiens gemäß der europäischen Systematik der Gebietseinheiten für die Statistik (NUTS).

## Grundlagen
In Kroatien werden die drei NUTS-Ebenen und die LAU-Ebene wie folgt belegt:
- NUTS-1: 1 Kroatien
- NUTS-2: 4 Regije (statistische Regionen)
- NUTS-3: 20 Gespanschaften und die Stadt Zagreb
- LAU: 546 Städte und Gemeinden

## Liste der NUTS-Regionen in Kroatien
| NUTS 1 | NUTS 1              | NUTS 2 | NUTS 2                                     | NUTS 3 | NUTS 3                                                |
| ------ | ------------------- | ------ | ------------------------------------------ | ------ | ----------------------------------------------------- |
| HR0    | Hrvatska (Kroatien) | HR02   | Panonska Hrvatska (Pannonisches Kroatien)  | HR021  | Bjelovarsko-bilogorska županija (Bjelovar-Bilogora)   |
| HR0    | Hrvatska (Kroatien) | HR02   | Panonska Hrvatska (Pannonisches Kroatien)  | HR022  | Virovitičko-podravska županija (Virovitica-Podravina) |
| HR0    | Hrvatska (Kroatien) | HR02   | Panonska Hrvatska (Pannonisches Kroatien)  | HR023  | Požeško-slavonska županija (Požega-Slawonien)         |
| HR0    | Hrvatska (Kroatien) | HR02   | Panonska Hrvatska (Pannonisches Kroatien)  | HR024  | Brodsko-posavska županija (Brod-Posavina)             |
| HR0    | Hrvatska (Kroatien) | HR02   | Panonska Hrvatska (Pannonisches Kroatien)  | HR025  | Osječko-baranjska županija (Osijek-Baranja)           |
| HR0    | Hrvatska (Kroatien) | HR02   | Panonska Hrvatska (Pannonisches Kroatien)  | HR026  | Vukovarsko-srijemska županija (Vukovar-Syrmien)       |
| HR0    | Hrvatska (Kroatien) | HR02   | Panonska Hrvatska (Pannonisches Kroatien)  | HR027  | Karlovačka županija (Karlovac)                        |
| HR0    | Hrvatska (Kroatien) | HR02   | Panonska Hrvatska (Pannonisches Kroatien)  | HR028  | Sisačko-moslavačka županija (Sisak-Moslavina)         |
| HR0    | Hrvatska (Kroatien) | HR03   | Jadranska Hrvatska (Adriatisches Kroatien) | HR031  | Primorsko-goranska županija (Primorje-Gorski kotar)   |
| HR0    | Hrvatska (Kroatien) | HR03   | Jadranska Hrvatska (Adriatisches Kroatien) | HR032  | Ličko-senjska županija (Lika-Senj)                    |
| HR0    | Hrvatska (Kroatien) | HR03   | Jadranska Hrvatska (Adriatisches Kroatien) | HR033  | Zadarska županija (Zadar)                             |
| HR0    | Hrvatska (Kroatien) | HR03   | Jadranska Hrvatska (Adriatisches Kroatien) | HR034  | Šibensko-kninska županija (Šibenik-Knin)              |
| HR0    | Hrvatska (Kroatien) | HR03   | Jadranska Hrvatska (Adriatisches Kroatien) | HR035  | Splitsko-dalmatinska županija (Split-Dalmatien)       |
| HR0    | Hrvatska (Kroatien) | HR03   | Jadranska Hrvatska (Adriatisches Kroatien) | HR036  | Istarska županija (Istrien)                           |
| HR0    | Hrvatska (Kroatien) | HR03   | Jadranska Hrvatska (Adriatisches Kroatien) | HR037  | Dubrovačko-neretvanska županija (Dubrovnik-Neretva)   |
| HR0    | Hrvatska (Kroatien) | HR05   | Grad Zagreb (Stadt Zagreb)                 | HR050  | Grad Zagreb (Stadt Zagreb)                            |
| HR0    | Hrvatska (Kroatien) | HR06   | Sjeverna Hrvatska (Nördliches Kroatien)    | HR061  | Međimurska županija (Međimurje)                       |
| HR0    | Hrvatska (Kroatien) | HR06   | Sjeverna Hrvatska (Nördliches Kroatien)    | HR062  | Varaždinska županija (Varaždin)                       |
| HR0    | Hrvatska (Kroatien) | HR06   | Sjeverna Hrvatska (Nördliches Kroatien)    | HR063  | Koprivničko-križevačka županija (Koprivnica-Križevci) |
| HR0    | Hrvatska (Kroatien) | HR06   | Sjeverna Hrvatska (Nördliches Kroatien)    | HR064  | Krapinsko-zagorska županija (Krapina-Zagorje)         |
| HR0    | Hrvatska (Kroatien) | HR06   | Sjeverna Hrvatska (Nördliches Kroatien)    | HR065  | Zagrebačka županija (Gespanschaft Zagreb)             |

## Geschichte

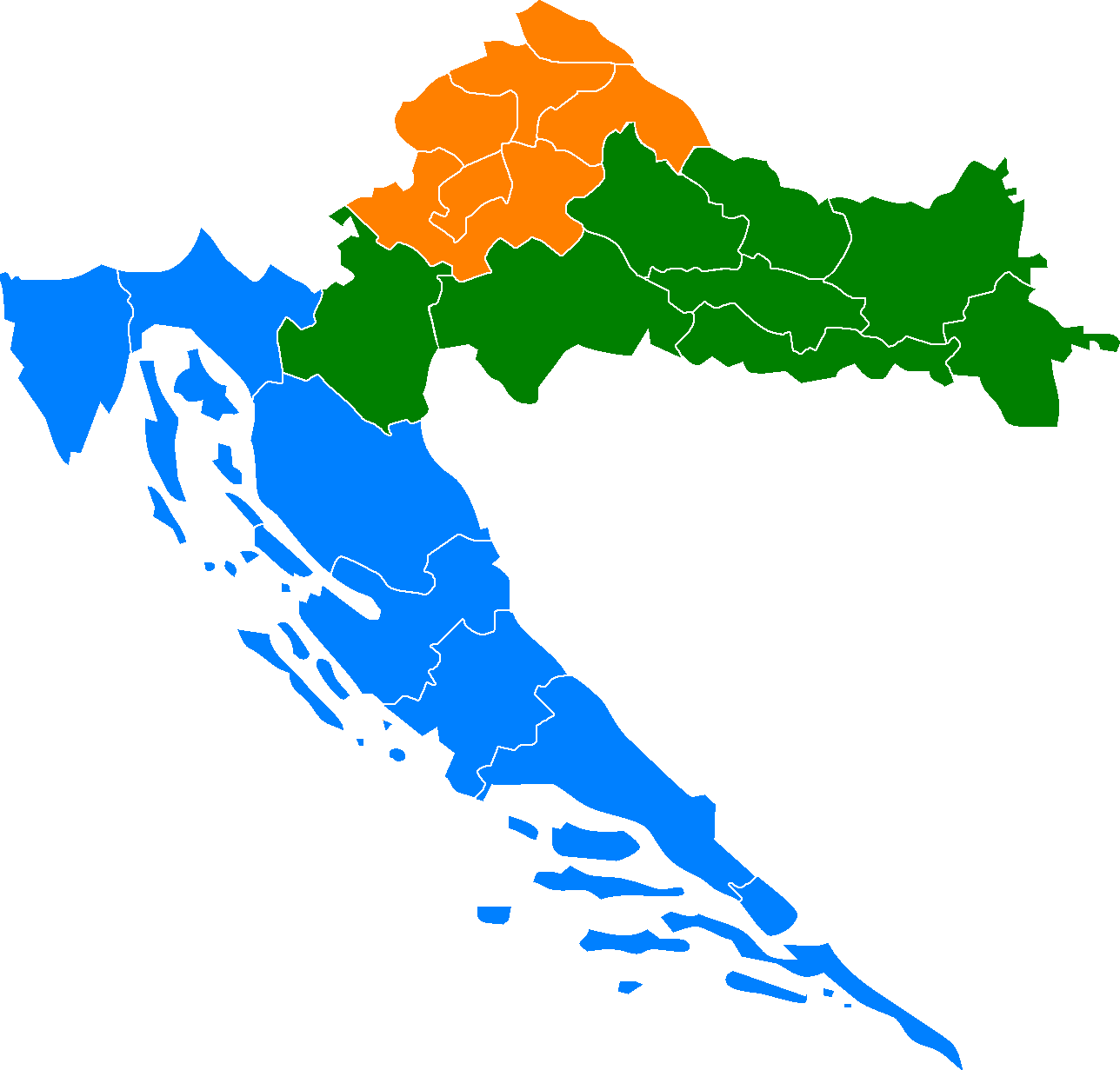
Vorläufige NUTS-2-Regionen Kroatiens 2007 bis 2012 mit den Grenzen der Gespanschaften

Die NUTS-Gliederung Kroatiens ist in den letzten zwei Jahrzehnten zweimal revidiert worden. Während die NUTS-1-Ebene von Anfang an dem Gesamtstaat und die NUTS-3-Ebene von Anfang an den 20 Gespanschaften und der Stadt Zagreb entsprach, war die NUTS-2-Ebene stets eine Zwischenebene ohne politisch-administrative Entsprechung, die als Summe von NUTS-3-Regionen definiert war. Da die NUTS-2-Regionen jedoch als Kohäsionsregionen der EU dienen, war ihre Abgrenzung von Anfang an politisch umstritten.
Im ersten Entwurf einer NUTS-Gliederung Kroatiens waren drei NUTS-2-Regionen vorgesehen.
| NUTS 1 | NUTS 1              | NUTS 2 | NUTS 2                                                                                              | NUTS 3 | NUTS 3                                                 |
| ------ | ------------------- | ------ | --------------------------------------------------------------------------------------------------- | ------ | ------------------------------------------------------ |
| HR0    | Hrvatska (Kroatien) | HR01   | Sjeverozapadna Hrvatska (Nordwest-Kroatien)                                                         | HR011  | Grad Zagreb (Stadt Zagreb)                             |
| HR0    | Hrvatska (Kroatien) | HR01   | Sjeverozapadna Hrvatska (Nordwest-Kroatien)                                                         | HR012  | Zagrebačka županija (Gespanschaft Zagreb)              |
| HR0    | Hrvatska (Kroatien) | HR01   | Sjeverozapadna Hrvatska (Nordwest-Kroatien)                                                         | HR013  | Krapinsko-zagorska županija (Krapina-Zagorje)          |
| HR0    | Hrvatska (Kroatien) | HR01   | Sjeverozapadna Hrvatska (Nordwest-Kroatien)                                                         | HR014  | Varaždinska županija (Varaždin)                        |
| HR0    | Hrvatska (Kroatien) | HR01   | Sjeverozapadna Hrvatska (Nordwest-Kroatien)                                                         | HR015  | Koprivničko-križevačka županija (Koprivnica-Križevci)  |
| HR0    | Hrvatska (Kroatien) | HR01   | Sjeverozapadna Hrvatska (Nordwest-Kroatien)                                                         | HR016  | Međimurska županija (Međimurje)                        |
| HR0    | Hrvatska (Kroatien) | HR02   | Središnja i Istočna Hrvatska / Panonska Hrvatska (Mittel- und Ost-Kroatien / Pannonisches Kroatien) | HR021  | Bjelovarsko-bilogorska županija (Bjelovar-Bilogora)    |
| HR0    | Hrvatska (Kroatien) | HR02   | Središnja i Istočna Hrvatska / Panonska Hrvatska (Mittel- und Ost-Kroatien / Pannonisches Kroatien) | HR022  | Bjelovarsko-bilogorska županija (Virovitica-Podravina) |
| HR0    | Hrvatska (Kroatien) | HR02   | Središnja i Istočna Hrvatska / Panonska Hrvatska (Mittel- und Ost-Kroatien / Pannonisches Kroatien) | HR023  | Požeško-slavonska županija (Požega-Slawonien)          |
| HR0    | Hrvatska (Kroatien) | HR02   | Središnja i Istočna Hrvatska / Panonska Hrvatska (Mittel- und Ost-Kroatien / Pannonisches Kroatien) | HR024  | Brodsko-posavska županija (Brod-Posavina)              |
| HR0    | Hrvatska (Kroatien) | HR02   | Središnja i Istočna Hrvatska / Panonska Hrvatska (Mittel- und Ost-Kroatien / Pannonisches Kroatien) | HR025  | Osječko-baranjska županija (Osijek-Baranja)            |
| HR0    | Hrvatska (Kroatien) | HR02   | Središnja i Istočna Hrvatska / Panonska Hrvatska (Mittel- und Ost-Kroatien / Pannonisches Kroatien) | HR026  | Vukovarsko-srijemska županija (Vukovar-Syrmien)        |
| HR0    | Hrvatska (Kroatien) | HR02   | Središnja i Istočna Hrvatska / Panonska Hrvatska (Mittel- und Ost-Kroatien / Pannonisches Kroatien) | HR027  | Karlovačka županija (Karlovac)                         |
| HR0    | Hrvatska (Kroatien) | HR02   | Središnja i Istočna Hrvatska / Panonska Hrvatska (Mittel- und Ost-Kroatien / Pannonisches Kroatien) | HR028  | Sisačko-moslavačka županija (Sisak-Moslavina)          |
| HR0    | Hrvatska (Kroatien) | HR03   | Jadranska Hrvatska (Adriatisches Kroatien)                                                          | HR031  | Primorsko-goranska županija (Primorje-Gorski kotar)    |
| HR0    | Hrvatska (Kroatien) | HR03   | Jadranska Hrvatska (Adriatisches Kroatien)                                                          | HR032  | Ličko-senjska županija (Lika-Senj)                     |
| HR0    | Hrvatska (Kroatien) | HR03   | Jadranska Hrvatska (Adriatisches Kroatien)                                                          | HR033  | Zadarska županija (Zadar)                              |
| HR0    | Hrvatska (Kroatien) | HR03   | Jadranska Hrvatska (Adriatisches Kroatien)                                                          | HR034  | Šibensko-kninska županija (Šibenik-Knin)               |
| HR0    | Hrvatska (Kroatien) | HR03   | Jadranska Hrvatska (Adriatisches Kroatien)                                                          | HR035  | Splitsko-dalmatinska županija (Split-Dalmatien)        |
| HR0    | Hrvatska (Kroatien) | HR03   | Jadranska Hrvatska (Adriatisches Kroatien)                                                          | HR036  | Istarska županija (Istrien)                            |
| HR0    | Hrvatska (Kroatien) | HR03   | Jadranska Hrvatska (Adriatisches Kroatien)                                                          | HR037  | Dubrovačko-neretvanska županija (Dubrovnik-Neretva)    |

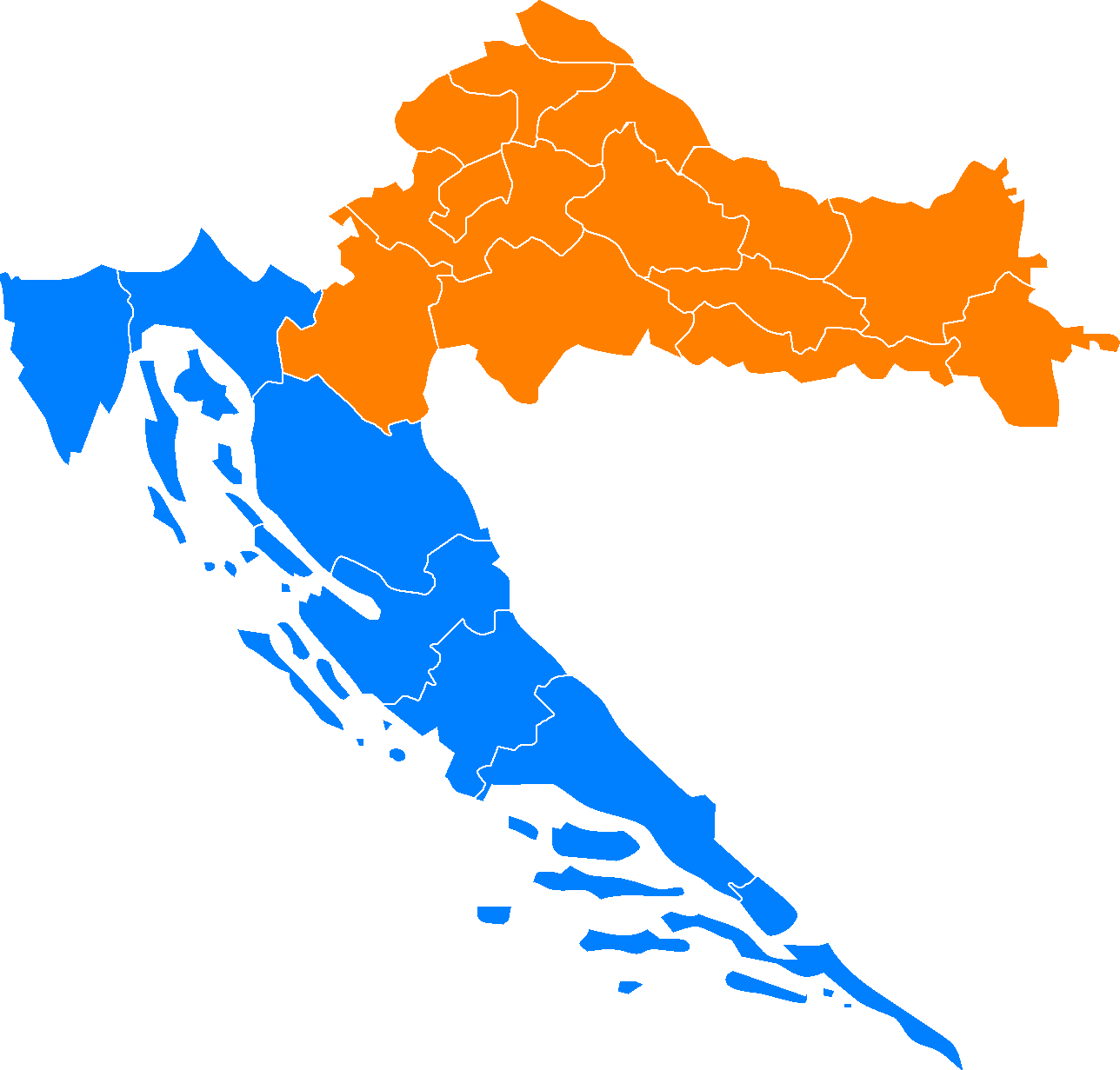
NUTS-2-Regionen Kroatiens 2012/2013 bis 2020 mit den Grenzen der Gespanschaften

In der zweiten Fassung von 2012 wurden die beiden binnenländischen NUTS-2-Regionen zu einer einzigen Region zusammengelegt. Die Änderung der NUTS-2-Ebene führte automatisch zu einer Neucodierung der untergeordneten NUTS-3-Ebene, obwohl dort die Grenzen unverändert blieben. Diese Fassung wurde 2013 zum Zeitpunkt des EU-Beitritts Kroatiens durch Ratsverordnung 517/2013 Teil der offiziellen NUTS-Nomenklatur der EU.
| NUTS 1 | NUTS 1              | NUTS 2 | NUTS 2                                          | NUTS 3 | NUTS 3                                                |
| ------ | ------------------- | ------ | ----------------------------------------------- | ------ | ----------------------------------------------------- |
| HR0    | Hrvatska (Kroatien) | HR03   | Jadranska Hrvatska (Adriatisches Kroatien)      | HR031  | Primorsko-goranska županija (Primorje-Gorski kotar)   |
| HR0    | Hrvatska (Kroatien) | HR03   | Jadranska Hrvatska (Adriatisches Kroatien)      | HR032  | Ličko-senjska županija (Lika-Senj)                    |
| HR0    | Hrvatska (Kroatien) | HR03   | Jadranska Hrvatska (Adriatisches Kroatien)      | HR033  | Zadarska županija (Zadar)                             |
| HR0    | Hrvatska (Kroatien) | HR03   | Jadranska Hrvatska (Adriatisches Kroatien)      | HR034  | Šibensko-kninska županija (Šibenik-Knin)              |
| HR0    | Hrvatska (Kroatien) | HR03   | Jadranska Hrvatska (Adriatisches Kroatien)      | HR035  | Splitsko-dalmatinska županija (Split-Dalmatien)       |
| HR0    | Hrvatska (Kroatien) | HR03   | Jadranska Hrvatska (Adriatisches Kroatien)      | HR036  | Istarska županija (Istrien)                           |
| HR0    | Hrvatska (Kroatien) | HR03   | Jadranska Hrvatska (Adriatisches Kroatien)      | HR037  | Dubrovačko-neretvanska županija (Dubrovnik-Neretva)   |
| HR0    | Hrvatska (Kroatien) | HR04   | Kontinentalna Hrvatska (Kontinentales Kroatien) | HR041  | Grad Zagreb (Stadt Zagreb)                            |
| HR0    | Hrvatska (Kroatien) | HR04   | Kontinentalna Hrvatska (Kontinentales Kroatien) | HR042  | Zagrebačka županija (Gespanschaft Zagreb)             |
| HR0    | Hrvatska (Kroatien) | HR04   | Kontinentalna Hrvatska (Kontinentales Kroatien) | HR043  | Krapinsko-zagorska županija (Krapina-Zagorje)         |
| HR0    | Hrvatska (Kroatien) | HR04   | Kontinentalna Hrvatska (Kontinentales Kroatien) | HR044  | Varaždinska županija (Varaždin)                       |
| HR0    | Hrvatska (Kroatien) | HR04   | Kontinentalna Hrvatska (Kontinentales Kroatien) | HR045  | Koprivničko-križevačka županija (Koprivnica-Križevci) |
| HR0    | Hrvatska (Kroatien) | HR04   | Kontinentalna Hrvatska (Kontinentales Kroatien) | HR046  | Međimurska županija (Međimurje)                       |
| HR0    | Hrvatska (Kroatien) | HR04   | Kontinentalna Hrvatska (Kontinentales Kroatien) | HR047  | Bjelovarsko-bilogorska županija (Bjelovar-Bilogora)   |
| HR0    | Hrvatska (Kroatien) | HR04   | Kontinentalna Hrvatska (Kontinentales Kroatien) | HR048  | Virovitičko-podravska županija (Virovitica-Podravina) |
| HR0    | Hrvatska (Kroatien) | HR04   | Kontinentalna Hrvatska (Kontinentales Kroatien) | HR049  | Požeško-slavonska županija (Požega-Slawonien)         |
| HR0    | Hrvatska (Kroatien) | HR04   | Kontinentalna Hrvatska (Kontinentales Kroatien) | HR04A  | Brodsko-posavska županija (Brod-Posavina)             |
| HR0    | Hrvatska (Kroatien) | HR04   | Kontinentalna Hrvatska (Kontinentales Kroatien) | HR04B  | Osječko-baranjska županija (Osijek-Baranja)           |
| HR0    | Hrvatska (Kroatien) | HR04   | Kontinentalna Hrvatska (Kontinentales Kroatien) | HR04C  | Vukovarsko-srijemska županija (Vukovar-Syrmien)       |
| HR0    | Hrvatska (Kroatien) | HR04   | Kontinentalna Hrvatska (Kontinentales Kroatien) | HR04D  | Karlovačka županija (Karlovac)                        |
| HR0    | Hrvatska (Kroatien) | HR04   | Kontinentalna Hrvatska (Kontinentales Kroatien) | HR04E  | Sisačko-moslavačka županija (Sisak-Moslavina)         |

In der dritten Fassung von 2020 wurde die kontinentalkroatische NUTS-2-Region in drei Regionen aufgeteilt, was erneut eine Neucodierung auch der NUTS-3-Ebene mit sich brachte. Dabei wurde die Stadt Zagreb zu einer separaten NUTS-2-Region getrennt vom Umland.

## Nachweise
- EC, Eurostat: Statistical regions for the EFTA countries and the Candidate countries. Reihe Methodologies and workingpapers, 2008 edition, ISSN 1977-0375, Abschnitt Croatia, S. 30 ff (PDF, en, epp.eurostat.ec.europa.eu; Statistische Regionen außerhalb der EU, epp.eurostat – Übersichtsseite)